# Charles Sanders Peirce
Charles Sanders Peirce (Cambridge, 10 de setembro de 1839 — Milford 19 de abril de 1914) foi um filósofo, pedagogista, cientista, linguista e matemático americano. Seus trabalhos apresentam importantes contribuições à lógica, matemática, filosofia e, principalmente à semiótica. É também um dos fundadores do pragmatismo, junto com William James e John Dewey.
Inovador em matemática, estatística, filosofia, metodologia de pesquisa e em várias ciências, Peirce se considerava, antes de tudo, um lógico. Ele fez grandes contribuições à lógica que, para ele, abarcava muito daquilo que agora é chamado de epistemologia e filosofia da ciência. Ele enxergava a lógica como o ramo formal da semiótica que prenunciava o debate entre os positivistas lógicos e os defensores da filosofia da linguagem que dominou a filosofia ocidental do século XX. Além disso, ele definiu o conceito de raciocínio abdutivo, bem como a indução matemática rigorosamente formulada e o raciocínio dedutivo. Já em 1886, ele viu que operações lógicas poderiam ser realizadas por circuitos elétricos de comutação; a mesma ideia foi usada décadas depois para produzir computadores digitais.
Em 1934, o filósofo Paul Weiss classificou Peirce como "o mais original e versátil dos filósofos americanos e o maior lógico da América". O Webster's Biographical Dictionary registava em 1943 que Peirce era "agora considerado como o mais original pensador e maior lógico de sua época". Keith Devlin se referiu a Peirce como um dos maiores filósofos de todos os tempos.

## Biografia
Era filho de Benjamin Peirce, na época um dos mais importantes matemáticos de Harvard.
Charles Sanders Peirce licenciou-se em ciências e doutorou-se em química em Harvard. Ensinou filosofia nesta universidade e na Universidade Johns Hopkins. Foi o fundador do Pragmatismo e da ciência dos signos, a semiótica. Antecipou muitas das problemáticas do Círculo de Viena.
Ele também foi físico e astrônomo. Dentro das ciências culturais estudou particularmente linguística, filologia e história, com contribuições também na área da psicologia experimental. Estudou praticamente todos os tipos de ciência em sua época, sendo também conhecedor de mais de dez idiomas. Propôs aplicar na filosofia os métodos de observação, hipóteses e experimentação a fim de aproximá-la mais das características de ciência.
Peirce concebia a Lógica dentro do campo do que ele chamava de teoria geral dos signos, ou Semiótica. Os últimos 30 anos de sua vida foram dedicados a estudos acerca da Semiótica, para Peirce um sistema de lógica. Produziu cerca de 80 000 manuscritos durante a vida, sendo que 12 000 páginas foram publicadas. Peirce foi o primeiro a tentar uma sistematização científica do estudo dos signos, com o trabalho que levou o título Logic as Semiotic: The Theory of Signs ("Lógica enquanto Semiótica: A Teoria dos Signos"), composto de artigos que escreveu entre 1893 e 1910. Também é a ele que se deve a cunhagem do termo "pragmatismo" que caracterizou, com William James e John Dewey, o pensamento e o comportamento estadunidense.
A semiótica peirciana pode ser considerada uma Filosofia científica da linguagem. A Fenomenologia é a ciência que permeia a semiótica de Peirce e deve ser entendida nesse contexto. Para Peirce, a Fenomenologia é a descrição e análise das experiências do homem, em todos os momentos da vida. Nesse sentido, o fenômeno é tudo aquilo que é percebido pelo homem, seja real ou não. Seus estudos levaram ao que ele chamou de Categorias do Pensamento e da Natureza, ou Categorias Universais do Signo. São elas a Primeiridade, que corresponde ao acaso, ou o fenômeno no seu estado puro que se apresenta à consciência, a Secundidade, corresponde à ação e reação, é o conflito da consciência com o fenômeno, buscando entendê-lo. Por último a Terceiridade, ou o processo, a mediação. É a interpretação e generalização dos fenômenos.

### Recepção e legado
A recepção e o legado de Peirce variaram conforme a época, permanecendo, contudo, em constante expansão.
Em 1959, Bertrand Russell escreveu que "Sem dúvida [...] ele foi uma das mentes mais originais do final do século XIX e certamente o maior pensador americano de todos os tempos". O professor de Russell, Alfred North Whitehead, enquanto lia alguns dos manuscritos não publicados de Peirce logo após chegar a Harvard em 1924, ficou impressionado com a forma como Peirce havia antecipado seu próprio pensamento sobre a filosofia do processo. Karl Popper via Peirce como "um dos maiores filósofos de todos os tempos".
No entanto, as realizações de Peirce não foram imediatamente reconhecidas. Seus contemporâneos William James e Josiah Royce o admiravam, mas receberam mais atenção, à época. O primeiro estudioso a dar a Peirce sua considerável atenção profissional foi o aluno de Royce, Morris Raphael Cohen, editor de uma antologia dos escritos de Peirce intitulada Chance, Love, and Logic (1923). John Dewey estudou com Peirce na Johns Hopkins e, a partir de 1916, os escritos de Dewey passaram a mencionar frequentemente Peirce com deferência. Seu livro Logic: The Theory of Inquiry foi muito influenciado por Peirce.
Por volta de 1943, ele finalmente obteve amplo reconhecimento nos Estados Unidos, ao ponto do Dicionário biográfico Webster classificá-lo como "o pensador mais original e o maior lógico de seu tempo". Nos anos subsequentes, a tricotomia de signos de Peirce passou a ser explorada por um número crescente de profissionais para tarefas de Marketing e Design.
A Charles S. Peirce Society foi fundada em 1946.
Outros pensadores contemporâneos especialmente influenciados por Peirce foram John Deely e Karl-Otto Apel. Deely definiu Peirce como o último dos "modernos" e "o primeiro dos pós-modernos": "Peirce está ... em uma posição análoga à posição ocupada por Agostinho como o último dos Padres das igrejas cristãs primitivas e o primeiro dos medievais".

## Artigos sobre Peirce em Português
(a partir de lista elaborada por Lucia Santaella PUC/SP)
- Agostinho, M.O.D. (2000) A mente humana como sistema auto-organizativo à luz da semiótica peirceana. Caderno da 3ª Jornada do Centro de Estudos Peirceanos, 39-48.
- Bacha, M. de L. (1999) Indução: alguns pontos do diálogo de Peirce e Mill sobre a uniformidade do universo. Caderno da 2ª Jornada do Centro de Estudos Peirceanos,13-20.
- Bacha, M. de L. (1997) A teoria da investigação de C.S. Dissertação de mestrado, inédita. PUC.
- Bacha, M. de L. (1997) A questão da causalidade e continuidade em Humee como esta questão é resolvida em Peirce. Caderno da 1ª Jornada do Centro de Estudos Peirceanos,71-76.
- Deledalle, G. (1984) Elementos de Semiótica Peirceana, trad. Américo Oliveira Santos. Cruzeiro Semiótico, 20-29.
- Eco, U. , T. A. (orgs.) (1991) O signo de três: Dupin, Holmes, Peirce, trad. Silvana Garcia. São Paulo: Perspectiva.
- Ibri, I. A. (2001) Ser e aparecer na filosofia de Peirce: o estatuto da fenomenologia. CognitioII, São Paulo: EDUC & Palas Athena, 67-75.
- Ibri, I. A. (2000) As consequências de consequências práticas no pragmatismo de Peirce. Cognitio1, São Paulo: EDUC & Palas Athena, 30-37.
- Ibri, I. A. (2000) Sobre a identidade ideal-real na filosofia de Charles S. Peirce. Cognitio1, São Paulo: EDUC & Palas Athena, 38-45.
- Marques, L. (2001) Bases para uma Filosofia da Arte Peirceana. Caderno da 4ª Jornada do Centro de Estudos Peirceanos, 19-30.
- Martinez, J.L. (2000) Música, semiótica musical e a classificação das ciências de Charles Sanders Peirce. Caderno da 3ª Jornada do Centro de Estudos Peirceanos, 28-38.
- Martinez, J.L. (1999) Uma teoria semiótica da Música, baseada na Teoria Geral dos Signos de Charles Sanders Peirce. Caderno da 2ª Jornada do Centro de Estudos Peirceanos,31-37.
- Nöth, W. (1995). Panorama da Semiótica: de Platão a Peirce. São Paulo: Annablume.